# 玛丽·哈维
玛丽·哈维（英語：Mary Harvey，1965年6月4日—），美国女子足球运动员。她曾入选1996年夏季奥林匹克运动会美国女子足球队名单，但并未上场参赛。她也曾参加1991年和1995年世界杯女子足球赛。